# Amblyeleotris japonica
Amblyeleotris japonica és una espècie de peix de la família dels gòbids i de l'ordre dels perciformes.

## Morfologia
Els mascles poden assolir els 7,4 cm de longitud total.

## Distribució geogràfica
Es troba a l'Índic i Pacífic occidental.